# 平野商店街
平野商店街（ひらのしょうてんがい）は、兵庫県神戸市兵庫区下祇園町を中心とした地域に広がる商店街。2021年1月現在、上祇園町、下祇園町、上三条町、下三条町に75店舗が営業する。

## 概要
国道428号（有馬街道）と山麓線が交差する祇園神社南側の平野交差点を中心として、山麓線沿いの東西と国道428号沿いに南側に広がるレトロな緑のアーケードが目印となっている商店街。昔は神戸市電平野線の始終点であり乗降客でにぎわっていた。
内訳は飲食店が9店舗、食料品店が13店舗、生活雑貨、ファッション用品店が10店舗、サービス関連が18店舗、医療・介護関連が9店舗となっている。創業60年になり、約60年前の創業当時のままの内外装や、かつて出前に使っていた「岡持ち」や黒電話を残したまま営業を続けるレトロなうどん店「伊勢屋」（その後廃業）、半世紀以上「神戸名物 中央の豚まん」として神戸市民に親しまれる「中央ベーカリー（ラ・セントレ）」など昭和レトロな雰囲気を色濃く残す商店街として知られる。

## 歴史
1948年（昭和23年）に前身の「平野商店会」が発足。中小企業組合関連法令に基づく商店街組合振興法制定を契機に、1963年（昭和38年）「平野商店街振興組合」を結成。商店街のスローガンは「やさしいまち平野」。戦前からの地元客が多く、客層の高齢化が著しいこともあり個々の店舗が「やさしい」サービスに力を入れている特徴を持ち、標語の看板が数多く掲げられている。トーホーストア平野祇園店も入っており、買い物客の中心となっている。

## 平清盛像
かつては平清盛が1180年に福原京を置いた地域にあたり（福原遷都）、1169年雪見御所を構え、清盛自身平野に10年間住んでいた。平野交差点南東角には平清盛像が建てられている。

## キャラクター
きよもん - 平清盛のゆるキャラで、平野商店街に住んでいるという設定。平野商店街が平清盛が遷都した福原京の中心地があったエリアであることにちなんで商店街で開発された。

## 交通

### バス
神戸市営バス平野下車すぐ。

### 自動車
JR神戸駅から国道428号を北へ約1.9km。